# Alburi-Lam
Alburi-Lam è un picco di montagna situata nel Kazbekovskij rajon del Daghestan al confine con la Cecenia. La sua altezza sul livello del mare è di 2177 metri. Gli insediamenti più vicini sono Almak, Burtunaj, Kalininaul e gli ormai disabitati Alburi-Otar e Chanij duk. Ad est di Alburi-Lam si trova il picco della montagna Canta la cui altezza è di 2294 metri, rendendolo quindi la seconda vetta più alta della catena.